# Montpellier Hérault SC
Montpellier Hérault Sport Club (pronunție în franceză: [mɔ̃pəlje eʁo spɔʁ klœb]), denumit în mod obișnuit Montpellier HSC sau pur și simplu Montpellier, este un club de fotbal profesionist francez cu sediul în orașul Montpellier din Occitania. Clubul inițial a fost fondat în 1919, în timp ce actualul club a fost fondat printr-o fuziune în 1974. Montpellier joacă în prezent în Ligue 1, cel mai înalt nivel al fotbalului francez și își joacă meciurile de acasă pe Stade de la Mosson, situat în oraș. Prima echipă este condusă de antrenorul Olivier Dall'Oglio și căpitanul echipei Teji Savanier.
Montpellier a fost fondat sub numele de Stade Olympique Montpelliérain (SOM) și a jucat sub acest nume pentru cea mai mare parte a existenței sale. În 1989, după ce a jucat sub diferite denumiri, clubul și-a schimbat numele în forma actuală. Montpellier este unul dintre membrii fondatori ai primei divizii a fotbalului francez. Alături de Marsilia, Rennes și Nisa, Montpellier este unul dintre puținele cluburi care au jucat în sezonul inaugural 1932-1933 și joacă încă în prima divizie. Clubul a câștigat Liga 1 pentru prima dată în sezonul 2011-2012.  Alte onoruri ale Montpellier până în prezent includ câștigarea Cupei Franței în 1929 și 1990 și a Cupei UEFA Intertoto în 1999.
Montpellier este deținut de Laurent Nicollin, fiul regretatului Louis Nicollin, un antreprenor francez, care a fost proprietar al clubului din 1974. Clubul a produs câțiva jucători celebri în istoria sa, în special Laurent Blanc, care a servit ca manager al echipei naționale de fotbal a Franței. Blanc este, de asemenea, cel mai bun marcator al clubului din toate timpurile. Eric Cantona, Roger Milla, Carlos Valderrama și Olivier Giroud sunt alți jucători care au jucat în culorile lui Montpellier. În 2001, Montpellier a fondat o echipă feminină de fotbal.

## Lotul actual
La 19 iulie 2024.
| Nr. |                       | Poziție | Jucător                     |
| --- | --------------------- | ------- | --------------------------- |
| 1   | Bosnia și Herțegovina | P       | Belmin Dizdarević           |
| 3   | Guineea               | F       | Issiaga Sylla               |
| 4   | Mali                  | F       | Boubakar Kouyaté            |
| 5   | Mali                  | F       | Modibo Sagnan               |
| 6   | Franța                | F       | Christopher Jullien         |
| 7   | Franța                | A       | Arnaud Nordin               |
| 8   | Nigeria               | A       | Akor Adams                  |
| 9   | Iordania              | A       | Mousa Al-Tamari             |
| 10  | Tunisia               | A       | Wahbi Khazri                |
| 11  | Franța                | M       | Téji Savanier (căpitan)     |
| 12  | Franța                | M       | Jordan Ferri (vice-căpitan) |
| 13  | Franța                | M       | Joris Chotard               |

| Nr. |                           | Poziție | Jucător          |
| --- | ------------------------- | ------- | ---------------- |
| 14  | Maroc                     | A       | Othmane Maamma   |
| 15  | Elveția                   | M       | Gabriel Barès    |
| 16  | Republica Democrată Congo | P       | Dimitry Bertaud  |
| 17  | Franța                    | F       | Théo Sainte-Luce |
| 21  | Franța                    | F       | Lucas Mincarelli |
| 22  | Franța                    | M       | Khalil Fayad     |
| 27  | Elveția                   | F       | Bećir Omeragić   |
| 28  | Camerun                   | A       | Glenn Ngosso     |
| 29  | Camerun                   | F       | Enzo Tchato      |
| 40  | Franța                    | P       | Benjamin Lecomte |
| 70  | Franța                    | A       | Tanguy Coulibaly |
| 77  | Mali                      | F       | Falaye Sacko     |